# 福岡証券取引所本則市場上場企業一覧
福岡証券取引所本則市場上場企業一覧（ふくおかしょうけんとりひきじょほんそくじょうじょうきぎょういちらん）は、福岡証券取引所本則市場に上場している企業の一覧である。2024年10月30日時点での企業数は86社。

## 一覧
| コード | 銘柄名                               | 33業種区分       | 都道府県 | 設立 (創業) | 上場       | 公式ウェブサイト | 福証 |
| ------ | ------------------------------------ | ---------------- | -------- | ----------- | ---------- | ---------------- | ---- |
| 1419   | タマホーム                           | 建設業           | 東京都   | 1998年06月  | 2013年03月 | 公式ウェブサイト | 福証 |
| 1518   | 三井松島ホールディングス             | 鉱業             | 福岡県   | 1913年01月  | 1961年10月 | 公式ウェブサイト | 福証 |
| 1743   | コーアツ工業                         | 建設業           | 鹿児島県 | 1959年11月  | 1999年07月 | 公式ウェブサイト | 福証 |
| 1771   | 日本乾溜工業                         | 建設業           | 福岡県   | 1939年07月  | 1996年04月 | 公式ウェブサイト | 福証 |
| 1848   | 富士ピー・エス                       | 建設業           | 福岡県   | 1954年03月  | 1993年04月 | 公式ウェブサイト | 福証 |
| 1959   | 九電工                               | 建設業           | 福岡県   | 1944年12月  | 1968年11月 | 公式ウェブサイト | 福証 |
| 1966   | 高田工業所                           | 建設業           | 福岡県   | 1948年06月  | 1983年11月 | 公式ウェブサイト | 福証 |
| 1999   | サイタホールディングス               | 建設業           | 福岡県   | 1955年12月  | 1994年07月 | 公式ウェブサイト | 福証 |
| 2009   | 鳥越製粉                             | 食料品           | 福岡県   | 1935年12月  | 1962年09月 | 公式ウェブサイト | 福証 |
| 2058   | ヒガシマル                           | 食料品           | 鹿児島県 | 1979年10月  | 1998年03月 | 公式ウェブサイト | 福証 |
| 2327   | 日鉄ソリューションズ                 | 情報・通信業     | 東京都   | 1980年10月  | 2002年10月 | 公式ウェブサイト | 福証 |
| 2919   | マルタイ                             | 食料品           | 福岡県   | 1963年12月  | 1995年09月 | 公式ウェブサイト | 福証 |
| 2924   | イフジ産業                           | 食料品           | 福岡県   | 1972年10月  | 2001年08月 | 公式ウェブサイト | 福証 |
| 2974   | 大英産業                             | 不動産業         | 福岡県   | 1968年11月  | 2019年06月 | 公式ウェブサイト | 福証 |
| 2986   | LAホールディングス                   | 不動産業         | 東京都   | 2020年07月  | 2020年07月 | 公式ウェブサイト | 福証 |
| 3166   | OCHIホールディングス                 | 卸売業           | 福岡県   | 2010年10月  | 2010年10月 | 公式ウェブサイト | 福証 |
| 3246   | コーセーアールイー                   | 不動産業         | 福岡県   | 1992年08月  | 2007年08月 | 公式ウェブサイト | 福証 |
| 3280   | エストラスト                         | 不動産業         | 山口県   | 1999年01月  | 2012年11月 | 公式ウェブサイト | 福証 |
| 3286   | トラストホールディングス             | 不動産業         | 福岡県   | 2013年07月  | 2013年07月 | 公式ウェブサイト | 福証 |
| 3440   | 日創グループ                         | 金属製品         | 福岡県   | 1983年09月  | 2007年08月 | 公式ウェブサイト | 福証 |
| 3475   | グッドコムアセット                   | 不動産業         | 東京都   | 2005年11月  | 2016年12月 | 公式ウェブサイト | 福証 |
| 3494   | マリオン                             | 不動産業         | 東京都   | 1986年11月  | 2018年09月 | 公式ウェブサイト | 福証 |
| 3943   | 大石産業                             | パルプ・紙       | 福岡県   | 1947年02月  | 1980年05月 | 公式ウェブサイト | 福証 |
| 4392   | FIG                                  | 情報・通信業     | 大分県   | 2018年07月  | 2018年07月 | 公式ウェブサイト | 福証 |
| 4502   | 武田薬品工業                         | 医薬品           | 東京都   | 1925年01月  | 1949年05月 | 公式ウェブサイト | 福証 |
| 4530   | 久光製薬                             | 医薬品           | 佐賀県   | 1944年05月  | 1962年09月 | 公式ウェブサイト | 福証 |
| 4651   | サニックスホールディングス           | サービス業       | 福岡県   | 1978年09月  | 1996年09月 | 公式ウェブサイト | 福証 |
| 4995   | サンケイ化学                         | 化学             | 鹿児島県 | 1941年12月  | 1962年07月 | 公式ウェブサイト | 福証 |
| 5108   | ブリヂストン                         | ゴム製品         | 東京都   | 1931年03月  | 1961年10月 | 公式ウェブサイト | 福証 |
| 5233   | 太平洋セメント                       | ガラス・土石製品 | 東京都   | 1881年05月  | 1949年05月 | 公式ウェブサイト | 福証 |
| 5332   | TOTO                                 | ガラス・土石製品 | 福岡県   | 1917年05月  | 1949年05月 | 公式ウェブサイト | 福証 |
| 5352   | 黒崎播磨                             | ガラス・土石製品 | 福岡県   | 1918年10月  | 1949年05月 | 公式ウェブサイト | 福証 |
| 5401   | 日本製鉄                             | 鉄鋼             | 東京都   | 2012年10月  | 1950年10月 | 公式ウェブサイト | 福証 |
| 5449   | 大阪製鐵                             | 鉄鋼             | 大阪府   | 1978年05月  | 1994年12月 | 公式ウェブサイト | 福証 |
| 5802   | 住友電気工業                         | 非鉄金属         | 大阪府   | 1911年12月  | 1949年05月 | 公式ウェブサイト | 福証 |
| 5953   | 昭和鉄工                             | 金属製品         | 福岡県   | 1933年04月  | 1990年12月 | 公式ウェブサイト | 福証 |
| 6076   | アメイズ                             | サービス業       | 大分県   | 1924年11月  | 2013年08月 | 公式ウェブサイト | 福証 |
| 6144   | 西部電機                             | 機械             | 福岡県   | 1939年02月  | 1986年12月 | 公式ウェブサイト | 福証 |
| 6504   | 富士電機                             | 電気機器         | 東京都   | 1923年08月  | 1949年05月 | 公式ウェブサイト | 福証 |
| 6506   | 安川電機                             | 電気機器         | 福岡県   | 1915年07月  | 1949年05月 | 公式ウェブサイト | 福証 |
| 6622   | ダイヘン                             | 電気機器         | 大阪府   | 1919年12月  | 1953年11月 | 公式ウェブサイト | 福証 |
| 6653   | 正興電機製作所                       | 電気機器         | 福岡県   | 1921年05月  | 1990年10月 | 公式ウェブサイト | 福証 |
| 6966   | 三井ハイテック                       | 電気機器         | 福岡県   | 1957年04月  | 1984年09月 | 公式ウェブサイト | 福証 |
| 6982   | リード                               | 輸送用機器       | 埼玉県   | 1949年07月  | 1963年07月 | 公式ウェブサイト | 福証 |
| 6998   | 日本タングステン                     | 電気機器         | 福岡県   | 1931年04月  | 1961年10月 | 公式ウェブサイト | 福証 |
| 7011   | 三菱重工業                           | 機械             | 東京都   | 1950年01月  | 1950年05月 | 公式ウェブサイト | 福証 |
| 7037   | テノ. ホールディングス               | サービス業       | 福岡県   | 2015年12月  | 2018年12月 | 公式ウェブサイト | 福証 |
| 7042   | アクセスグループ・ホールディングス   | サービス業       | 東京都   | 1990年04月  | 2018年11月 | 公式ウェブサイト | 福証 |
| 7130   | ヤマエグループホールディングス       | 卸売業           | 福岡県   | 2021年10月  | 2021年10月 | 公式ウェブサイト | 福証 |
| 7180   | 九州フィナンシャルグループ           | 銀行業           | 熊本県   | 2015年10月  | 2015年10月 | 公式ウェブサイト | 福証 |
| 7189   | 西日本フィナンシャルホールディングス | 銀行業           | 福岡県   | 2016年10月  | 2016年10月 | 公式ウェブサイト | 福証 |
| 7350   | おきなわフィナンシャルグループ       | 銀行業           | 沖縄県   | 2021年10月  | 2021年10月 | 公式ウェブサイト | 福証 |
| 7414   | 小野建                               | 卸売業           | 福岡県   | 1949年08月  | 1994年11月 | 公式ウェブサイト | 福証 |
| 7417   | 南陽                                 | 卸売業           | 福岡県   | 1953年08月  | 1994年11月 | 公式ウェブサイト | 福証 |
| 7441   | Misumi                               | 卸売業           | 鹿児島県 | 1959年02月  | 1995年04月 | 公式ウェブサイト | 福証 |
| 7525   | リックス                             | 卸売業           | 福岡県   | 1964年05月  | 1996年11月 | 公式ウェブサイト | 福証 |
| 7751   | キヤノン                             | 電気機器         | 東京都   | 1937年08月  | 1949年05月 | 公式ウェブサイト | 福証 |
| 7894   | 丸東産業                             | 化学             | 福岡県   | 1947年03月  | 1994年07月 | 公式ウェブサイト | 福証 |
| 8031   | 三井物産                             | 卸売業           | 東京都   | 1947年07月  | 1949年05月 | 公式ウェブサイト | 福証 |
| 8179   | ロイヤルホールディングス             | 小売業           | 福岡県   | 1950年04月  | 1978年08月 | 公式ウェブサイト | 福証 |
| 8200   | リンガーハット                       | 小売業           | 東京都   | 1964年03月  | 1985年10月 | 公式ウェブサイト | 福証 |
| 8203   | MrMaxHD                              | 小売業           | 福岡県   | 1950年12月  | 1986年04月 | 公式ウェブサイト | 福証 |
| 8230   | はせがわ                             | 小売業           | 福岡県   | 1966年12月  | 1988年11月 | 公式ウェブサイト | 福証 |
| 8260   | 井筒屋                               | 小売業           | 福岡県   | 1935年07月  | 1961年12月 | 公式ウェブサイト | 福証 |
| 8354   | ふくおかフィナンシャルグループ       | 銀行業           | 福岡県   | 2007年04月  | 2007年04月 | 公式ウェブサイト | 福証 |
| 8392   | 大分銀行                             | 銀行業           | 大分県   | 1893年02月  | 1973年04月 | 公式ウェブサイト | 福証 |
| 8393   | 宮崎銀行                             | 銀行業           | 宮崎県   | 1932年07月  | 1975年10月 | 公式ウェブサイト | 福証 |
| 8395   | 佐賀銀行                             | 銀行業           | 佐賀県   | 1955年07月  | 1974年10月 | 公式ウェブサイト | 福証 |
| 8398   | 筑邦銀行                             | 銀行業           | 福岡県   | 1952年12月  | 1987年10月 | 公式ウェブサイト | 福証 |
| 8399   | 琉球銀行                             | 銀行業           | 沖縄県   | 1948年05月  | 1983年10月 | 公式ウェブサイト | 福証 |
| 8554   | 南日本銀行                           | 銀行業           | 鹿児島県 | 1943年11月  | 1987年10月 | 公式ウェブサイト | 福証 |
| 8559   | 豊和銀行                             | 銀行業           | 大分県   | 1849年12月  | 1990年12月 | 公式ウェブサイト | 福証 |
| 8560   | 宮崎太陽銀行                         | 銀行業           | 宮崎県   | 1941年08月  | 1990年12月 | 公式ウェブサイト | 福証 |
| 8596   | 九州リースサービス                   | その他金融業     | 福岡県   | 1974年11月  | 1988年11月 | 公式ウェブサイト | 福証 |
| 8798   | アドバンスクリエイト                 | 保険業           | 大阪府   | 1995年10月  | 2002年04月 | 公式ウェブサイト | 福証 |
| 8803   | 平和不動産                           | 不動産業         | 東京都   | 1947年07月  | 1949年05月 | 公式ウェブサイト | 福証 |
| 8996   | ハウスフリーダム                     | 不動産業         | 大阪府   | 1995年03月  | 2006年02月 | 公式ウェブサイト | 福証 |
| 9031   | 西日本鉄道                           | 陸運業           | 福岡県   | 1908年12月  | 1949年05月 | 公式ウェブサイト | 福証 |
| 9035   | 第一交通産業                         | 陸運業           | 福岡県   | 1964年09月  | 2000年04月 | 公式ウェブサイト | 福証 |
| 9065   | 山九                                 | 陸運業           | 東京都   | 1918年10月  | 1962年03月 | 公式ウェブサイト | 福証 |
| 9142   | 九州旅客鉄道                         | 陸運業           | 福岡県   | 1987年04月  | 2016年10月 | 公式ウェブサイト | 福証 |
| 9474   | ゼンリン                             | 情報・通信業     | 福岡県   | 1961年04月  | 1994年09月 | 公式ウェブサイト | 福証 |
| 9508   | 九州電力                             | 電気・ガス業     | 福岡県   | 1951年05月  | 1951年09月 | 公式ウェブサイト | 福証 |
| 9511   | 沖縄電力                             | 電気・ガス業     | 沖縄県   | 1972年05月  | 1989年09月 | 公式ウェブサイト | 福証 |
| 9536   | 西部ガスホールディングス             | 電気・ガス業     | 福岡県   | 1930年12月  | 1949年06月 | 公式ウェブサイト | 福証 |
| 9407   | RKB毎日ホールディングス              | 情報・通信業     | 福岡県   | 1951年06月  | 1964年10月 | 公式ウェブサイト | 福証 |
| 9601   | 松竹                                 | 情報・通信業     | 東京都   | 1920年11月  | 1949年05月 | 公式ウェブサイト | 福証 |
| 9602   | 東宝                                 | 情報・通信業     | 東京都   | 1932年08月  | 1949年05月 | 公式ウェブサイト | 福証 |
| 9656   | グリーンランドリゾート               | サービス業       | 熊本県   | 1980年01月  | 1991年11月 | 公式ウェブサイト | 福証 |
| 9942   | ジョイフル                           | 小売業           | 大分県   | 1976年05月  | 1993年06月 | 公式ウェブサイト | 福証 |
| 272A   | グリーンクロスホールディングス       | 卸売業           | 福岡県   | 2024年11月  | 2024年11月 | 公式ウェブサイト | 福証 |